# 神戸女子短期大学

## 概観

### 大学全体
- 神戸女子短期大学は、兵庫県神戸市中央区内にある日本の私立短期大学。学校法人行吉学園が母体となっており1950年に設置された。3学科からなる。

### 建学の精神（校訓・理念・学是）
- 神戸女子短期大学における建学の精神は「民主的で文化的な国家を建設して、世界の平和と人類の福祉に貢献しようとする有為な女性を育成すること」となっている。

### 教育および研究
- 神戸女子短期大学における教育
  - 食物栄養学科：食のエキスパートを育てる学科で、クリエイティブクッキング・食品衛生学実験・スポーツ栄養学などの科目のほか、臨床栄養学実習では病院や事業所など学外での実習が概ね6月に行われる。
  - 総合生活学科：学生自らの興味や関心、卒業後の進路に応じてファッションと建築・デザインを中心に生活を考える生活とデザイングループ、ビジネスや情報社会で活躍できる女性を育成する生活と情報・ビジネスグループ、食生活や福祉を考える生活と健康グループから選択できる。インテリアコーディネート実習、製パン・製菓実習、食品加工学実習などの専門科目がある。
  - 初等教育学科：児童教育のエキスパートを育てる学科で、体験を通して学ぶ授業が多いのが特徴。

### 学風および特色
- 神戸女子短期大学にはすいか祭と称されるイベントが7月に行われている。
- 全国の短大でも珍しいクラス制を採用している。
- 神戸新装女学院が前身となっており、服飾教育の歴史が永く伝統のあるものとなっている。
- ファッションショーがある。

## 沿革
- 1940年（昭和15年） : 神戸新装女学院が設置される。
- 1950年（昭和25年） : 神戸女子短期大学開学。服装科を置く。
- 1951年（昭和26年） : 服装科にII部を設置。別科を設置。
- 1953年（昭和28年） : 学科を増設する。
  - 家政科
    - I部
    - II部
- 1954年（昭和29年） : 専攻科服装専攻を設置。家政科第1部が栄養士養成施設として認可される。
- 1955年（昭和30年） : 学科を増設する。
  - 初等教育科（小学校教諭免許状授与資格課程が認定される）
    - I部
    - II部
- 1956年（昭和31年） : 専攻科に家政専攻を置く。幼稚園教諭免許状授与資格課程が認定される
- 1961年（昭和36年）3月31日 : 全学科のII部廃止。

- 1989年（平成元年） : 岡山県赤磐郡瀬戸町に、神戸女子大学瀬戸短期大学が開学。
- 1992年（平成4年） : ポートアイランドに新キャンパスを設置。
- 1996年（平成8年） : 学科を変更する。
  - 家政科→食物栄養学科
  - 被服科→総合生活学科
  - 初等教育科→初等教育学科
- 2004年（平成16年）3月31日 : 岡山県赤磐郡瀬戸町に設置していた瀬戸短期大学を閉学。
- 2009年（平成21年）：幼児教育学科改組。
- 2026年 (令和8年) ：学生募集を停止予定。

## 基礎データ

### 所在地
- 兵庫県神戸市中央区港島中町4-7-2

### 交通アクセス
- 神戸新交通ポートアイランド線みなとじま駅下車。

### 象徴
- 神戸女子短期大学のカレッジマークは、盾をモチーフに、その中央に「K」の文字と羽ペンの絵が描かれたものとなっている。
- カレッジソングは「神戸女子短期大学歌」であり、当短大の初代学長として就任した行吉哉女が作詞、小阪恵一が作曲している。

## 教育および研究

### 組織

#### 学科
- 総合生活学科
- 食物栄養学科
- 幼児教育学科

##### II部が設置されていた学科
- 服装科[1]
- 家政科[2]
- 初等教育科[3]

##### 過去に設置されていた専攻科
- 家政専攻
- 服飾専攻
- 保育専攻

#### 別科
- かつて服飾専修が設置されていた。

##### 取得資格について
資格
- 栄養士資格が食物栄養学科にて取得できるようになっている。

教職課程
- 幼稚園教諭二種免許状（幼児教育学科）
- 保育士（幼児教育学科）

#### 附属機関
- 神戸女子短期大学図書館
- 古典芸能研究センター

### 研究
- 「神戸女子短期大学紀要」が発行されている。

## 学生生活

### 部活動・クラブ活動・サークル活動
- 神戸女子短期大学のクラブ活動
  - 体育系：バドミントン・卓球・バスケットボール・ダンス・サッカー・バレーボール・剣道・ゴルフ・テニス・陸上競技ほか
  - 文化系：箏曲・美術・人形劇 （短大創設時からあったクラブ）・栄養研究・英米文学・アンサンブル・華道・茶道・社会福祉・ESS・書道 ・パン（パン作りを楽しむクラブで、全国の短大でも珍しい。短期大学祭で活躍している）ほか

### 学園祭
- 神戸女子短期大学の学園祭は「ブルームフェスティバル」と呼ばれ、2008年度は11月15日・16日に行われた。

### スポーツ
- バドミントンが「全神戸短期大学総合体育大会」に出場している。
- 卓球 が「近畿大会」で3位という実績がある。

## 大学関係者と組織

### 大学関係者組織
- 神戸女子短期大学には「かなめ会」と称した同窓会組織がある。

### 大学関係者一覧

#### 出身者
- 石野見幸：ジャズシンガー
- 住友未央：ラジオパーソナリティ
- 吉川朋江：ラジオパーソナリティ

## 施設

### キャンパス
- A館
  - 調理学実習室
  - 事務局ほか
- B館
  - 図書館
  - 学生食堂ほか
- C館
  - 学生相談室ほか
- D館

## 対外関係

### 他大学との協定
- ハワイ大学
- 放送大学[4]

### 系列校
- 神戸女子大学

## 社会との関わり
- 「神戸ポートビレジ文化祭」への交流出展を行っている。
- 一時託児室の設置や動物介在活動などの多彩な社会貢献を行っている。
- 「食育シンポジウム」を行っている。
- 女性のフリーターや主婦を対象とした公開講座を行っている。

## 卒業後の進路について

### 就職について
- 食物栄養学科：資格を活かして様々な職に就いているのが特徴で実績として以下のものがある。シダックス・富士産業・日清医療食品・カネテツデリカフーズ・ケンコーマヨネーズ・フジッコ・白鶴酒造・日本ハム・山崎製パン・オリバーソース・浅田給食ほか各種医療機関や社会福祉施設がある。一般職としては、みなと銀行・鳥取銀行・神戸信用金庫・姫路信用金庫・トヨタレンタリースなどがある。
- 総合生活学科：一般企業への就職者が多い。実績として積水ハウス・住友林業・・佐田建設・伊藤忠食品・ジャヴァグループ・オンワード樫山・サンウェーブ・トヨタ自動車・三菱電機・ダイハツ工業・田崎真珠・ゼブラ・関西電力・日本通運・KDDI・ヨドバシカメラ・マルイ・イオングループ・アシックス・いかりスーパーマーケット・イズミヤ・トーホー・綜合警備保障・日本銀行・三井住友銀行・三菱東京UFJ銀行・みずほ銀行・りそな銀行・島根銀行・山口銀行・百十四銀行・新光証券・日本生命保険・第一生命保険・国民生活金融公庫・日本中央競馬会・ユニバーサルスタジオジャパン・教育職員ほか
- 初等教育学科：教育職員に就く人は、ほぼ半数程度でそのうちでは幼稚園への就職者が多い。小学校への就職者も少ないながらもいる。一般企業への就職先としては、ナルミヤインターナショナル・花王・資生堂・ジェイティービー・グランドホテルなどがある。

### 編入学・進学実績
- 系列の神戸女子大学ほか三重大学・京都教育大学・大阪教育大学・高知大学・女子栄養大学・中京女子大学・南山大学・京都産業大学・京都ノートルダム女子大学・同志社大学・佛教大学・龍谷大学・大阪芸術大学・大阪国際大学・大阪産業大学・大阪樟蔭女子大学・関西大学・関西福祉科学大学・近畿大学・四天王寺大学・梅花女子大学・神戸芸術工科大学・聖和大学・兵庫大学・岡山学院大学・くらしき作陽大学・中国学園大学・安田女子大学・四国学院大学・中村学園大学などがある。